# أليكس سيلفا (لاعب كرة قدم، مواليد 1985)
أليكس سيلفا (بالبرتغالية:Alex Sandro da Silva) من مواليد (10 مارس 1985 في ولاية ساو باولو) هو لاعب كرة قدم برازيلي سبق له تمثيل منتخب البرازيل الأول والأولمبي و سبق أن طلبت أندية كبيرة في أوروبا مثل ميلان الإيطالي. وهو حاليا معار إلى نادي ساو باولو من نادي هامبورغ الألماني.

## روابط خارجية
- أليكس سيلفا على موقع الاتحاد الدولي (مؤرشف)  (الإنجليزية)
- أليكس سيلفا على موقع قاعدة بيانات كرة القدم.إي يو (الإنجليزية)
- أليكس سيلفا على موقع بيانات كرة القدم. دي إي (الألمانية)
- أليكس سيلفا على موقع ناشيونال فوتبول تيمز (الإنجليزية)
- أليكس سيلفا على موقع Soccerway.com (الإنجليزية)
- أليكس سيلفا على موقع عالم كرة القدم.نت (الإنجليزية)
- أليكس سيلفا على موقع اللجنة الأولمبية الدولية (الإنجليزية)
- أليكس سيلفا على موقع أوليمبيديا (الإنجليزية)
- أليكس سيلفا على موقع اللجنة الأولمبية البرازيلية (البرتغالية)